# Friedrich Kaiser (Bischof)

Bischofswappen von Friedrich Kaiser

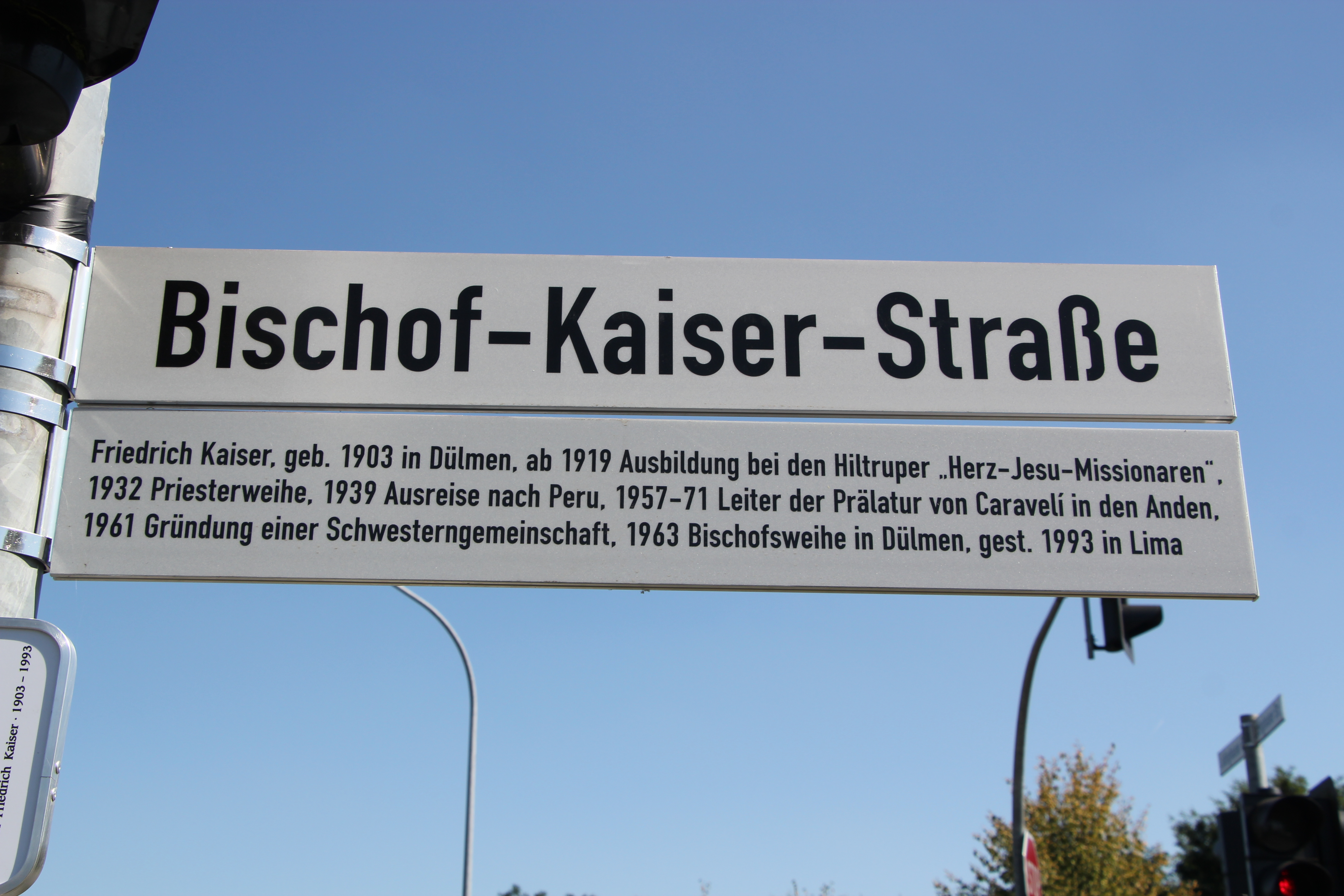
Bischof-Kaiser-Straße in Dülmen

Friedrich Kaiser MSC (* 24. Mai 1903 in Dülmen, Nordrhein-Westfalen; † 26. September 1993 in Lima, Peru) war Bischof der Territorialprälatur Caravelí in Peru und der Gründer der Missionsschwestern vom lehrenden und sühnenden Heiland.

## Leben
Friedrich Kaiser wurde als drittes von fünf Kindern des Schreiners Josef Kaiser und dessen Ehefrau Wilhelmine, geb. Depel geboren. Nach dem Besuch der Josefsschule, der örtlichen Volksschule, wurde er 1917 Lehrling in der Dülmener Eisenhütte Prinz Rudolph. Er wollte Priester werden, doch dazu genügte sein Volksschulabschluss nicht. Deshalb lernte er den Gymnasialstoff nach Feierabend nach, bis er so viel aufgeholt hatte, dass er im Januar 1919 in das Gymnasialinternat der Herz-Jesu-Missionare in Hiltrup aufgenommen werden konnte. 1924 legte er das Abitur ab und trat als Novize den Herz-Jesu-Missionaren bei. Krankheitsbedingt muss der sein Noviziat unterbrechen und 1926 erneut beginnen. Am 29. September 1926 legte er die Erste Profess ab und am 30. September 1930 die Ewige Profess. Das Studium der Philosophie absolviert er in Kleve, das Studium der Theologie in der Ordenshochschule im Kloster Oeventrop. Am 10. August 1932 wurde er in Paderborn zum Priester geweiht. Aus gesundheitlichen Gründen wurde er zunächst nicht in ins Ausland geschickt, sondern war in der Volksmission eingesetzt. 1935 wurde er Provinzverwalter seiner Provinz.
Im März 1939 durfte er schließlich in die Mission ausreisen, und zwar nach Peru. In Lima baute Kaiser mit einigen Missionaren die Gemeinde San Felipe auf. 1941 wurde er Erster Rektor der Kapelle und 1957 Regionaloberer seines Ordens in Peru.
Am 21. November desselben Jahres wurde er zum Praelatus nullius und Leiter der neuerrichteten Prälatur Caravelí in der Kirchenprovinz Ayacucho o Huamanga in Peru ernannt.
Der Priestermangel und die Schwierigkeit, ausländische Schwestern zur Seelsorge in der abgelegenen Region zu gewinnen, führte 1961 zur Gründung der einheimischen Kongregation der Missionsschwestern vom lehrenden und sühnenden Heiland (Seelsorgeschwestern von Caravelí), deren erste Generaloberin die Mitgründerin Sr. M. Willibrordis Bonefeld MSC wurde.
1962 nahm Kaiser am zweiten Vatikanischen Konzil teil. Am 29. Oktober 1963 wurde er zum Titularbischof von Berrhoea ernannt und am 7. Dezember 1963 in seiner Geburtsstadt Dülmen durch den Bischof von Münster, den späteren Kölner Erzbischof und Kardinal Joseph Höffner, geweiht. Ein Hauptanliegen als Bischof von Caravelí war ihm die Ausbildung von Katecheten.
1971 legte er die Leitung der Prälatur nieder, um sich nur noch der Führung seiner Schwesterngemeinschaft zu widmen.
Bischof Kaiser starb 1993 in Peru.

## Wahlspruch und Wappen
Friedrich Kaisers Wahlspruch „Verbum et Victima“ (lateinisch: Wort und Opfer) bezieht sich auf Jesus Christus, der nach dem biblischen Zeugnis Wort Gottes ist (Joh 1,1-2 ) und der sich als (vgl. Hebr 7,25-27 ) hingegeben hat. Demgemäß zeigt sein Bischofswappen ein Buch (für die Heilige Schrift) und einen Kelch (für das Messopfer).

## Namensgeber
Nach Friedrich Kaiser sind die Laicos Misioneros Kaiserinos (LaMiKai) benannt, einer Gruppe von Laienmissionarinnen, die das Apostolat der Missionsschwestern vom lehrenden und sühnenden Heiland unterstützen.

## Verehrung und Seligsprechungsprozess
Im Jahre 2003 wurden die Gebeine von Friedrich Kaiser erhoben und im Oktober 2003, gemeinsam mit den sterblichen Überresten von Sr. Willibrordis, im Mutterhaus der Kongregation in Caravelí beigesetzt. Das Erzbistum Lima leitete die Vorbereitungen zum Seligsprechungsprozess ein. Am 27. Juni 2018 wurde der Seligsprechungsprozess für Bischof Kaiser bei der Kongregation für die Selig- und Heiligsprechungsprozesse formell eröffnet. Robert Francis Prevost, der Bischof von Chiclayo, unterstützte den Seligsprechungsprozess. „Relator“ der „Positio super vita et virtutibus“, das heißt der Verantwortliche für die Dokumentation zu Leben und Wirken von Friedrich Kaiser, ist der italienische Kirchenhistoriker Maurizio Tagliaferri.

## Schriften
- Contesta la Biblia. Editorial Salesiana, Lima, 5. Aufl. 1989.
- Der Ruf aus den Anden. Aus dem Leben und Wirken einer jungen peruanischen Schwesterngemeinschaft. Bonifatius-Verlag, Paderborn 1988, ISBN 3-87088-539-4.